# Julia Maxwell
Julia Kathleen Maxwell (* 29. April 1989) ist eine kanadische Schauspielerin.

## Leben
Maxwell debütierte 1998 in einer Episode der Fernsehserie Liebling, ich habe die Kinder geschrumpft. Nach langjähriger Pause begann sie ab 2007 in verschiedenen Filmproduktionen mitzuwirken. Sie übernahm 2007 eine Nebenrolle in Ein Pferd für Moondance. 2011 war sie in drei Episoden der Fernsehserie Supernatural zu sehen. Eine der Hauptrollen übernahm sie 2012 in Armageddon 2012 – Die letzten Stunden der Menschheit.

## Filmografie
- 1998: Liebling, ich habe die Kinder geschrumpft (Honey, I Shrunk the Kids: The TV Show) (Fernsehserie, Episode 2x06)
- 2007: Ein Pferd für Moondance (Moondance Alexander)
- 2007: Don’t Cry Now (Fernsehfilm)
- 2007: Lost Holiday: The Jim & Suzanne Shemwell Story (Fernsehfilm)
- 2007–2008: Heartland – Paradies für Pferde (Heartland) (Fernsehserie, 2 Episoden)
- 2008: Im Tal der wilden Rosen: Fluss der Liebe (Fernsehfilm)
- 2008: Smallville (Fernsehserie, Episode 8x06)
- 2009: Revolution (Fernsehfilm)
- 2009: The Kois: Fish Out of Water (Fernsehfilm)
- 2010: Hot Tub – Der Whirlpool … ist ’ne verdammte Zeitmaschine! (Hot Tub Time Machine) (Fernsehfilm)
- 2010: Goblin (Fernsehfilm)
- 2010: Wie durch ein Wunder (Charlie St. Cloud)
- 2010: Triple Dog
- 2011: Best Player (Fernsehfilm)
- 2011: Supernatural (Fernsehserie, 3 Episoden)
- 2011: The Odds
- 2012: Armageddon 2012 – Die letzten Stunden der Menschheit (Earth’s Final Hours) (Fernsehfilm)
- 2012: American Mary
- 2013: Romeo Killer: The Chris Porco Story (Fernsehfilm)
- 2013: Scarecrow : Das Grauen stirbt nie (Scarecrow) (Fernsehfilm)
- 2014: A Cold Night in a Small Town (Kurzfilm)
- 2014: The Dorm (Fernsehfilm)
- 2014: Hell on Wheels (Fernsehserie, 3 Episoden)
- 2017: The Arrangement (Fernsehserie, Episode 1x05)
- 2018: Distorted
- 2020: KiLL SPreE: A Love Story